# Lucio Cuspio Camerino
Lucio Cuspio Camerino (en latín: Lucius Cuspius Camerinus) fue un senador romano del siglo II, que desarrolló su carrera política bajo los imperios de Trajano y Adriano.

## Orígenes y carrera
Natural de Pérgamo, en la provincia Asia, su único cargo conocido fue el de consul suffectus entre julio y diciembre de 126, bajo Adriano. En su localidad de origen, realizó cuantiosas donaciones en favor del santuario a Asclepio.

## Matrimonio y descendencia
Estuvo casado con una Pactumeya Magna, natural del Norte de África, con la que tuvo como hijo a Lucio Cuspio Pactumeyo Rufino, consul ordinarius en 142, bajo Antonino Pío; más tarde, su nieto Lucio Cuspio Rufino, fue consul ordinarius en 197, bajo Septimio Severo.